# دونگا بلا رکا (نووا واروش)
دونگا بلا رکا (به صربی: Donja Bela Reka) یک منطقهٔ مسکونی در صربستان است که در نووا واروش واقع شده‌است. دونگا بلا رکا ۲۸۷ نفر جمعیت دارد.